# Scapsipedus jamaicensis
Scapsipedus jamaicensis är en insektsart som beskrevs av Otte, D. och Perez-gelabert 2009. Scapsipedus jamaicensis ingår i släktet Scapsipedus och familjen syrsor. Inga underarter finns listade i Catalogue of Life.